# Topli Vrh, Črnomelj
Topli Vrh (izgovarjava [ˈtɔːpli ˈʋəɾx]; tudi Topli Vrh nad Bistrico, nemško Warmberg) je odmaknjeno zapuščeno naselje v Občini Črnomelj v Beli krajini v jugovzhodni Sloveniji. 
Naselje leži na Dolenjskem in je danes del Jugovzhodne statistične regije. Ozemlje Toplega Vrha je danes del vasi Rožič Vrh in je spomeniško zaščitena. Ostanki vasi danes ležijo na rečni terasi ob cesti Mavrlen–Koprivnik. Severno od Toplega Vrha se nahaja še ena opuščena kočevarska vas, Gradec, proti SZ pa opuščena kočevarska vas Ovčjak. Najbližje naselje je Bistrica.

## Zgodovina
V Toplem Vrhu so živeli Kočevarji. Leta 1770 je imela 11 hiš, leta 1931 pa le še šest. Prvotne prebivalce so po razglasu z 20. oktobra 1941 (odselitev sama pa od 14. novembra do 23. januarja 1943) izselili. Med italijansko roško ofenzivo poleti 1942 so jo požgali italijanski vojaki in ni bila nikoli obnovljena. Lovsko društvo Loka pri Črmošnjicah je na tem mestu leta 1960 zgradilo lovsko kočo.